# Havivra Da Ifrile
Havivra Da Ifrile fue una niña que se hizo famosa al convertirse en una de los tres únicos sobrevivientes del flujo piroclástico que volatilizó la ciudad de St. Pierre, en el Departamento francés de Ultramar de la isla de la Martinica. El flujo fue producido por la devastadora erupción del volcán Monte Pelée el 8 de mayo de 1902 y mató a más de 30.000 personas. Aparte de Havivra, solo sobrevivieron Louis-Auguste Cyparis y el zapatero Léon Compere-Léandre.

## Comienza el horror
A la mañana temprano del día 8, Havivra se dirigía con su madre a la Catedral de St. Pierre para oír misa. Sin embargo, la madre la envió a llevar un recado a la pastelería de su tía, ubicada junto a una atracción local denominada "El Sacacorchos". El Sacacorchos era un sendero turístico de senderismo, que se internaba en la montaña y conducía a un cono volcánico satélite y a un antiguo cráter, a media altura en la falda del volcán.
A medida que la pequeña se aproximaba al Sacacorchos, observó que del cráter se elevaba una columna de humo. Describe su visión de la siguiente manera:

"El fondo del pozo brillaba con una luz roja, como si hirviera, con pequeñas llamas azules saliendo de él".

Vio a tres personas bajar corriendo por el sendero, tratando de evitar

"...ser tragados por una nube de humo azul".

No lo consiguieron, y

"...cayeron como muertos".

## Fugitiva
Havivra huyó hacia St. Pierre.

"Cuando llegué a la calle principal vi una masa hirviente explotando en la cima del Sacacorchos y derramarse colina abajo. Primero corrí por la calle, pero como la corriente se hacía cada vez más grande, iba devorando las casas a ambos lados de la calle. Entonces, vi un enorme río rojo y ardiente que venía desde otra parte de la montaña, cortando las vías de escape de la gente que salía corriendo de sus hogares".

Asustada, la pequeña corrió hasta la playa, saltó al bote de su hermano y se dirigió, siguiendo la línea de la costa, hasta una cueva donde solía jugar a los piratas con sus amigos.

"Pero antes de llegar miré hacia atrás, y todo el flanco de la montaña que miraba hacia St. Pierre se había roto, y caía hirviendo sobre la gente que gritaba. Sufrí muchas quemaduras por las piedras calientes y las cenizas que venían volando hacia el bote, pero conseguí llegar a la caverna".

Una vez en ese lugar seguro, escuchó el fuerte siseo producido por el flujo piroclástico al tocar el agua. Lo último que recuerda antes de perder el sentido es el agua creciendo rápidamente hacia el techo de la cueva.

## El rescate
Fue encontrada a la deriva en su bote perforado y quemado por el crucero francés "Suchet" dos millas mar adentro y rescatada.
- Datos: Q11682358